# Ascraeus Chasmata
Ascraeus Chasmata es una estructura geológica del tipo chasma en la superficie de Marte, situada con el sistema de coordenadas planetocéntricas a 9.58° de latitud N y 255.26° de longitud E. Mide 105.2 km de diámetro. El nombre fue hecho oficial por la Unión Astronómica Internacional en el año 1991 y toma el nombre de una de las características de albedo en Marte.